# Харківський історичний музей імені М. Ф. Сумцова

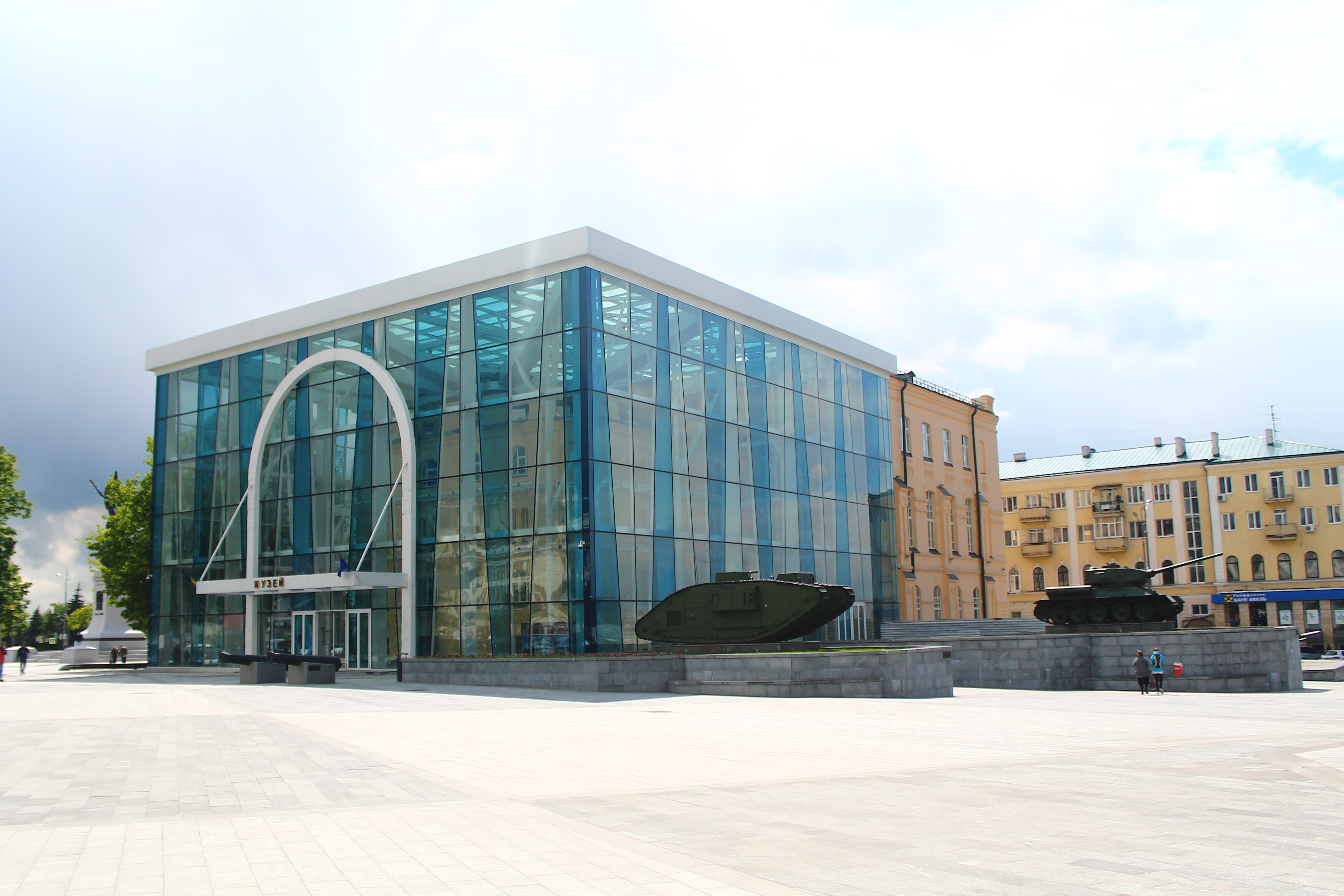
Скляний корпус ХІМ. Вигляд з Майдану Конституції

Ха́рківський істори́чний музе́й імені Миколи Федоровича Сумцова  (колишній Музей Слобідської України ім. Г.Сковороди (М. С. У.))— постав у Харкові 1920 з ініціативи і під управою М.Сумцова.

## Історія
Історія музейної справи Харкова сягає за півтора сторіччя. Університетський музей красних мистецтв та старожитностей (1835 р.), міський художньо-промисловий музей (1886 р.), етнографічний музей Харківського історико-філологічного товариства (1904 р.) заклали традиції просвітництва, сприяли збереженню пам'яток історії та культури, вихованню поваги до минулого свого народу.

### Музей Слобідської України імені Г.С.Сковороди
Харківський історичний музей імені М. Ф. Сумцова є прямим нащадком створеного у 1920 році Музею Слобідської України імені Г. С. Сковороди, який у 1920—1922 рр. очолював відомий український історик, етнограф та громадський діяч академік М. Ф. Сумцов. У 1920—1930 рр. музей став регіональним центром вивчення традиційних та сучасних явищ культури та побуту, а також першим українським музеєм у Харкові, що мав за мету широку популяризацію надбань національної культури.
Музей було засновано 21 січня 1920 року за ініціативи відомого громадського діяча міста Харкова, етнографа, українського фольклориста, літературознавця та науковця у галузі вітчизняного музеєзнавства, професора Миколи Федоровича Сумцова. Також долучились до заснування і потім стали співпрацівниками музею український історик, філософ, один із фундаторів Української Академії Наук Дмитро Іванович Багалій, історик-сходознавець, україніст Андрій Петрович Ковалівський, цікавий дослідник українського народу Раїса Сергіївна Данковська (яка після смерті Сумцова стала з 1923 по 1929 роки до керівництва). Етнографічним напрямком, а потім і формуванням етнографічного відділу музею став етнограф, діалектолог і фольклорист Дмитро Костянтинович Зеленін. Зеленін багато уваги приділяв українській етнографії, і саме на базі музею почав створення ґрунтовного дослідження етнографії східних слов'ян за запитом від німецьких філологів Р. Траутмана і М.Фасмера.
У 1920 році очільником музею було обрано саме Миколу Федоровича Сумцова. На цій посаді він був до 12 вересня 1922 року, коли помер. Саме знервування за долю музею, коли стало питання про повну реорганізацію закладу призвели до такого фіналу життя відомого науковця.
Саме Сумцов запропонував для музею структуру з трьох відділів: історичного, художнього та етнографічного. Саме етнографічному відділу надавалася перевага. М. Сумцов планував організувати ще й четвертий відділ, присвячений Т.Шевченку.
Музей проіснував повноцінно лише десятиріччя (1920—1930 рр.), але за цей час зумів заствердити себе як потужний регіональний центр вивчення традиційних та сучасних явищ культури та побуту Слобожанщини, а також він був по суті першим українським музеєм у Харкові, що мав за мету широку популяризацію надбань національної культури.
Ім'я Г. С. Сковороди було присвоєно Музеєві Слобідської України у зв'язку з 200-річчям з дня народження просвітителя.
Музей Слобідської України ім. Г. С. Сковороди був чи не єдиним музеєм, який у 20-х роках мав окреме приміщення. Розташований він був у будинку колишнього Харківського художньо-промислового музею (Сергієвська пл.,2). Перші три роки (1920—1923) музею довелося вести свою діяльність у надто складних умовах. Музей зазнав дві реорганізації і навіть знаходився на грані розформування. Так, у лютому 1923 року за постановою ВУЦКа — два відділи (крім художнього) було перевезено до новоутвореного Соціального музею ім. Артема, та вже у серпні повернуто. 21 серпня 1923 року музей знову відкрив свої двері для глядачів.
Найцінніші експонати музею були: сковородинські, шевченківські, харківських театрів, друку, цехів.
В контексті історичному у 1920-ті роки ХХст. Харків був місцем зосередження науки та культури. І саме музеї мали стати джерелом, з якого науково-дослідні організації мали б змогу брати необхідні їм матеріали. Та на той час більшість музейних закладів міста не мала змоги в повному обсязі розгорнути свою діяльність (особливо наукову), хоча в них було сконцентровано достатньо цінних зразків та матеріалів культурного надбання.
Основою колекції музею став фонд, що було створено з творів, які експонувалися на виставці, підготовленої до ХІІ археологічного з'їзду (1902 р.). Потім до них долучили численні експонати, що були або передані з Єпархіального, Університетського та інших музеїв, або були подаровані чи придбані у приватних осіб. З лютого 1923 року, коли відділи повернуто назад до попереднього приміщення — вже поліпшується його матеріальне становище, музей поступово нарощує свою науково-дослідну активність.
Згодом Музей Слобідської України ім. Г. С. Сковороди стає одним з кращих в Україні і по фондовому наповненню. У своїй статті до першого випуску «Бюллетеня Музею Слобідської України» за 1925 рік Раїса Сергіївна Данковська так описує цей факт: «Несмотря на … малочисленный штат (7 человек), музей все эти годы пополнялся: путем привлечения пожертвователей, получения по ордерам, обмена и покупки. За время с 1920 по 1925 года новых приобретений в музей поступило 2.484»
За ініціативою Миколи Федоровича Сумцова був створений і видавався «Бюлетень Музею Слобідської України ім. Г. С. Сковороди». Зроблено це було «… з метою поширення серед людності відомостей про його діяльність»
На початку 1930-х років Музей Слобідської України було перейменовано на історичний, докорінно змінилася його структура, було оновлено кадровий склад співробітників. Значну частину художньої колекції було передано до Української художньої галереї. На початку 40-х років Харківський історичний музей став одним з найкрупніших в Україні, його збірки нараховували понад 100 тис. предметів.

### Музей у роки Другої світової війни
Під час Німецько-радянської війни лише незначна частина музейної колекції була евакуйована до Уфи. На ст. Алексєєвка Бєлгородської області потяг потрапив під бомбардування, багато цінностей було знищено.
У листопаді 1941 р. в окупованому місті за рішенням управи було створено Музей Слобожанщини. Напередодні визволення Харкова від фашистських загарбників було спалено будівлю музею, знищено майже усю колекцію. Загальна вартість втрачених цінностей становила понад півтора мільярди карбованців. У вересні 1943 р., згідно з постановою РНК УРСР, були об'єднані обласний краєзнавчий музей та Музей Революції з історичним музеєм.

### Музей у повоєнні роки
У повоєнний період ХІМ перетворився на один з найбільших музеїв України, який активно працює над поповненням своїх колекцій, побудовою виставок та експозицій, широкою популяризацією знань з історії Слобожанщини.
Крім археологічних пам'яток (матеріали з розкопів поселень бронзової доби, зокрема, О.Городцева з Ізюмського району, пам'ятки Салтівського катакомбного могильника VIII—X в., комплект речей з Донецького городища XI—XII в. тощо), експонати з історії постання Харкова, нумізматики, етногр. зб., колекції зброї, прапорів, мист. творів; сов. період представлений пропагандивним матеріалом, зброєю та особистими речами больш. діячів. В період 1958—1962 років музей проводив розкопки (керівник — Є. Пузаков) на багатошаровому поселенні в урочищі Сердюково-2 біля с. Лиман Зміївського району. У розкопках брали участь учні шкіл Чугуєва, Харкова та Зміївської школи № 1.
Музей був розташований у колишніх будівлях Свято-Покровського монастиря — Архієрейському будинку та у будівлі Жирардовської мануфактури. Значні зусилля були покладені співробітниками музею на пристосування приміщень для збереження та експонування колекцій.
Експозиція з історії краю, яка існувала у музеї у 1970-х — на початку 1990-х рр., пам'ятна багатьом харків'янам. З початку 1990-х рр. в експозиційній роботі музею головна увага приділялася створенню авторських виставок історичної та етнографічної тематики.

### Музей у роки Незалежної України
22 вересня 1992 року музею змінили форму власності, і він став називатися Обласний комунальний заклад Харківський історичний музей. У 1997—2003 роках відбувся переїзд музею із будівель, переданих відновленому Свято-Покровському монастирю, у будівлю колишнього ломбарду, на вулиці Університетській, 5. Це стало важким випробуванням для колективу музею, але, не згортаючи жодного виду роботи, співробітники музею продовжують облаштування у новій будівлі, якою став колишній ломбард, розташований у самому серці історичного центру Харкова. Цей будинок по вул. Університетській, 5 був збудований на землі, що належала Міському Товариству, спеціально для Харківського міського ломбарду.
Будинок, споруджений у 1908—1912 роках за проектом архітектора Б. М. Корнієнка, є цікавою архітектурною пам'яткою та одним з елементів архітектурного ансамблю Університетської вулиці, створеного протягом XVII—XX ст. Впродовж багатьох років будинок використовувався за своїм первісним призначенням. 1984 року приміщення передане Харківському історичному музею. Будинок був споруджений непофарбований, а у роки радянської влади був пофарбований у темно-червоний «цегельний» колір. В інтер'єрах музею збереглася метласька плитка початку ХХ століття харківського заводу барона Е. Ф. Берґенгейма.
Тепер тут розміщені експозиційні і виставкові зали, фондосховище, бібліотека, актовий зал, кімнати наукових співробітників та технічного персоналу.
Сьогодні у колекції музею налічується понад 300 тис. одиниць збереження, які ілюструють археологічне минуле, період XVII—XX ст. і сучасну історію краю. Музей проводить значну наукову і просвітницьку діяльність і є одним з провідних науково-культурних центрів Східної України.
У 2010 році за значний внесок у розвиток музейної справи та збереження історичної спадщини Харківщини колектив Харківського історичного музею нагороджений почесною відзнакою Харківської обласної ради «Слобожанська слава».
У липні 2013 року зі скляного боку будівлі було встановлено статуї кам'яних баб.
|                                    |  |  |
| Ювілейна монета НБУ присвячена ХІМ |  |  |

2015 року Харківська обласна рада на власній сесії ухвалила рішення про надання Харківському історичному музею імені його засновника Миколи Сумцова.
16 січня 2020 року, до 100-річного ювілею музею, Національний банк України ввів в обіг спеціальну пам'ятну монету.

## Назва
- 1920—1930 рр. Музей Слобідської України імені Г. С. Сковороди
- 1930—1941 рр. Український державний історичний музей імені Г. С. Сковороди
- 1941—1943 рр. Музей Слобожанщини
- 1943—1950 рр. Харківський державний історико-краєзнавчий музей
- 1950—1965 рр. Харківський державний історичний музей
- 1965—1992 рр. Харківський історичний музей
- 1992—2003 рр. Обласний державний комунальний заклад Харківський історичний музей
- 2003—2015 рр. Обласний комунальний заклад Харківський історичний музей
- З 2015 р. Комунальний заклад «Харківський історичний музей імені М. Ф. Сумцова» Харківської обласної ради

## Будівлі музею
- 1920—1943 рр. Будівля Ново-Сергієвського ряду (Харків, Сергіївська (Пролетарська) площа, 2)
- 1943—2003 рр. Будівля колишнього архієрейського будинку (Харків, вул. Університетська, 8) та магазину Жирардівської мануфактури (Харків, вул. Університетська, 10).
- З 2003 р. Будівля колишнього ломбарду (Харків, вул. Університетська, 5).

## Керівництво музею
- Сумцов Микола Федорович (1920—1922)
- Данковська Раїса Сергіївна (1923—1929)
- Кушнірчук Кіндрат Іванович (03.08.1929-01.03.1931)
- Рудинський Олег Миколайович (1941—1943)
- Михайличенко А. Б.(1943—1944)[17]
- Середа Сергій Денисович (1944—1947)[18]
- Воєводін Микола Антонович (1948—1983)
- Цевба Анатолій Андрійович (1983—1998)
- Янковський Анатолій Андрійович (1998—2003)
- Цигульов Володимир Анатолійович (2003—2021)
- Сошнікова Ольга Миколаївна (з 2021 року)[19][20]